# Gasherbrum IV
De Gasherbrum IV is met een hoogte van 7925 meter de op 16 na hoogste berg op aarde en de op vijf na hoogste berg van Pakistan. Het is een van de bergen in het Gasherbrummassief in de Karakoram.
Op 6 augustus 1958 werd de berg voor het eerst beklommen door de Italiaanse alpinisten Riccardo Cassin, Walter Bonatti en Carlo Mauri. In 1986 werd de berg voor de tweede maal succesvol beklommen.